# Víctor Cáceres Lara
Víctor Cáceres Lara (Gracias, 19 de febrero de 1915 - Tegucigalpa, 10 de mayo de 1993) es catedrático, historiador, poeta, narrador, periodista y diplomático hondureño Galardonado con el Premio Nacional de Literatura Ramón Rosa y Condecorado con la Orden José Cecilio del Valle.

## Biografía
Víctor Cáceres Lara nació en Gracias el 19 de febrero de 1915. Sus padres fueron el coronel Jesús Cáceres Trejo y la señora Victoria Lara. Graduado de maestro de Instrucción Primaria en el Instituto “Ramón Rosa”, estudió en la Universidad Central la carrera de Derecho.  

### Docente
Durante el primer período de su vida entre 1932 a 1940 se desempeñó como docente en la escuela “Presentación Centeno” de su nativa ciudad y en donde fundó el semanario “Brisas de Celaque”. Seguidamente fue nombrado docente en la Escuela Normal de Occidente en La Esperanza, Intibucá y después nombrado como maestro en los institutos José Trinidad Reyes y “El Evangélico”. Al inaugurarse el Centro de Estudios Generales de la Universidad Nacional Autónoma de Honduras (UNAH) es nombrado catedrático de Historia Nacional. Casado con Alicia Suazo. 

### Periodista
En busca de mejores oportunidades se radica en San Pedro Sula donde dirige los semanarios “Gaceta Municipal” y “Unión Nacional”;  Publica en la ciudad Sampedrana sus primeras obras en la editorial de sus paisanos, los hermanos Pérez Estrada (Tito y Héctor). Se desempeñó en el cargo de jefe de Redacción del Semanario “El Sampedrano” y es asiduo colaborador en temas de clara orientación histórica en los periódicos “El Norte”, Diario Comercial, Diario Nacional, y del Semanario “El Heraldo”; además de colaborar con la revista Pedagógica “Sinergia”. Escribe una columna en los diarios “El Comercio” y “El Trabajo” de Santa Rosa de Copán. Luego escribe en la revista La Pajarita de Papel, su órgano de divulgación; después, su nombre aparece en la antología de poetas jóvenes de Honduras desde 1935 publicada por Claudio Barrera se desempeña de jefe de Redacción, subdirector y director de diario “El Día”. presidente de la Asociación de Prensa Hondureña (APH). En la década de los sesenta colaboró con las revistas "Surco" y "Extra". El 3 de octubre de 1963 es nombrado director general de Correos hasta 1970. Seguidamente colabora en el periódico “El Nacional”, órgano oficial del Partido Nacional de Honduras.

### Político
Mientras se buscaba candidato presidencial por el Partido Nacional para las elecciones de 1954, Cáceres Lara toma posición a favor del general Abraham Williams Calderón, y dirige el semanario político “Opinión Democrática”, vocero del Movimiento Nacional Reformista. Durante el gobierno de Julio Lozano Díaz es nombrado ministro plenipotenciario y embajador en Venezuela, en cuyo cargo permanece entre 1955 a 1958. Durante las Elecciones generales de Honduras de 1971 sale electo diputado por el departamento de Lempira y forma parte de la junta directiva del Congreso en calidad de vicepresidente durante el período 1971 a 1972. Fue Secretario de Estado en los Despachos de Cultura y Turismo en la administración liberal del doctor Roberto Suazo Córdova entre los años de 1982 a 1986

### Membresías
- Fue miembro del Pen Club de Honduras,
- Miembro de la generación Literaria del “35”
- Socio de la Asociación de Bibliotecarios y Archiveros de Honduras
- Miembro de la directiva del Instituto Hondureño de Cultura Hispánica (IHCH).
- Miembro correspondiente de la Academia Hispanoamericana de Letras de Bogotá, Colombia.

### Condecoraciones y premios
- Premio “Alejandro Castro”;
- Premio “Céleo Murillo Soto” en 1976,
- Premio Nacional de Literatura Ramón Rosa en 1976,
- Condecorado con la Orden José Cecilio del Valle en 1979.
- Por su contribución a las letras latinoamericanas y la divulgación del conocimiento histórico, fue condecorado por los gobiernos de Chile y México.

## Fallecimiento
Falleció en Tegucigalpa, el 10 de mayo de 1993 a los 78 años de edad.

## Obras
Entre la infinidad de obras que publicó se encuentran: 
Cuento: 
- Humus (1952);
- Tierra ardiente (1966);[Nota 2]
- Cuentos completos(1995)[Nota 3]

Ensayo: 
- Vida de Juan Ramón Molina;
- Apuntes sobre Álvaro Contreras, (Editorial Unión. Tegucigalpa. 1983).

Historia: 
- El doctor Alonso Suazo, Figura prominente de la medicina en Honduras (1964);
- Fechas de la historia de Honduras. (Tipografía Nacional. 1964); Recuerdos de España (1966);
- Gobernantes de Honduras en el siglo XIX (Ediciones del Banco Central de Honduras. 1978);
- Efemérides Nacionales. (Ediciones del Banco Central. 1980);
- Lempira, defensor de la autonomía nacional (1983);
- El golpe de Estado de 1904. (Editorial Universitaria. 1985);
- Astillas de Historia. (Colección Cultural Banco Atlántida. 1992);
- Gobernantes de Honduras en el siglo XX. de Terencio Sierra a Vicente Tosta (Litografía López. 1992).

Poesía: 
- Arcilla. (Editorial Pérez Estrada. San Pedro Sula. 1941);
- Romance de la alegría y de la pena. (Tipografía Pérez Estrada. San Pedro Sula. 1943);
- Voces de romance. (Selección). Alin Editores. Tegucigalpa. (1990).